# Fondazione José Saramago
La Fondazione José Saramago è un'istituzione culturale privata con sede a Lisbona nella Casa dos Bicos. Ha un ufficio ad Azinhaga, città natale dello scrittore.
È stata fondata nel 2007 da José Saramago con lo scopo di proteggere e promuovere la Dichiarazione universale dei diritti umani, la promozione della cultura in Portogallo e in tutto il mondo e la difesa dell'ambiente .
La sede dell'istituto ospita una mostra permanente dedicata alla vita e alle opere dello scrittore e organizza attività culturali come la presentazioni di libri e conferenze .
Presidentessa della Fondazione è la moglie dello scrittore, la giornalista e traduttrice Pilar del Río.
A Tias, sull'isola di Lanzarote, può invece essere visitata la casa con la biblioteca dove lo scrittore e la moglie Pilar del Río hanno abitato sino al 2010.
Entrambi i luoghi vengono rievocati nella narrazione del film documentario José e Pilar del 2010.

## Galleria d'immagini
La sede della Fondazione José Saramago:

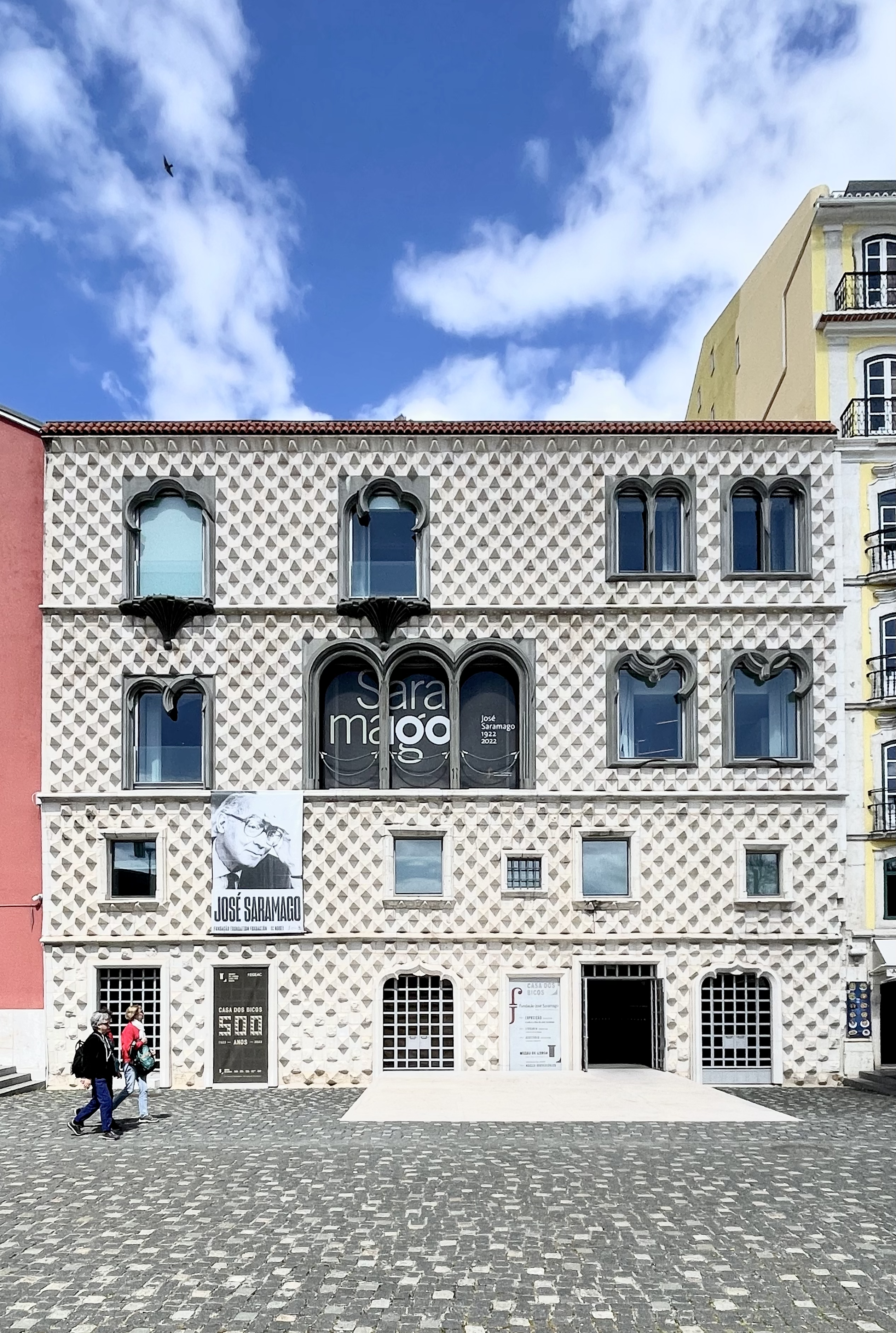
Fondazione José Saramago , 2025
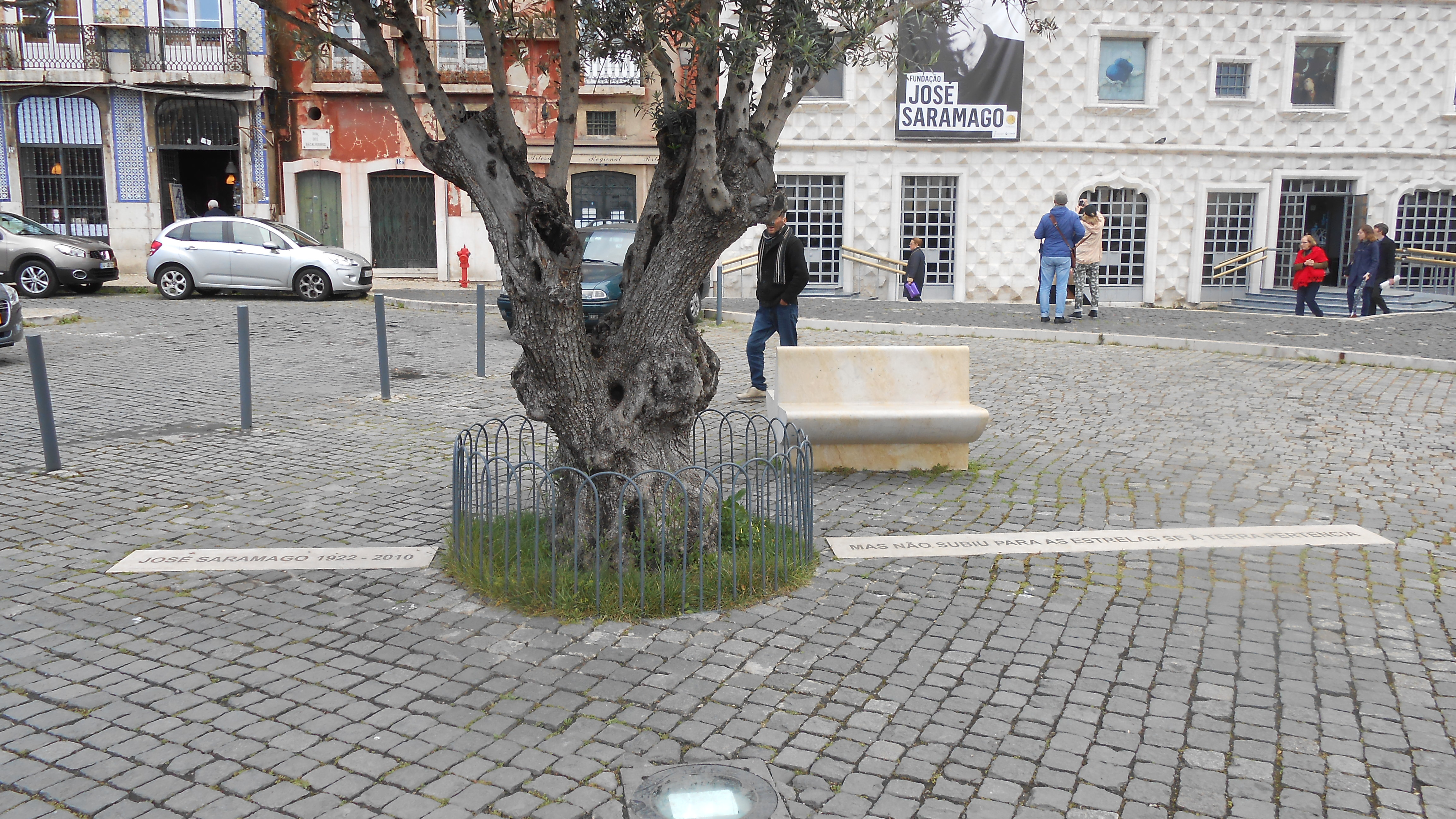
La pianta di olivo alla cui base sono state poste nel 2011 le ceneri di José Saramago
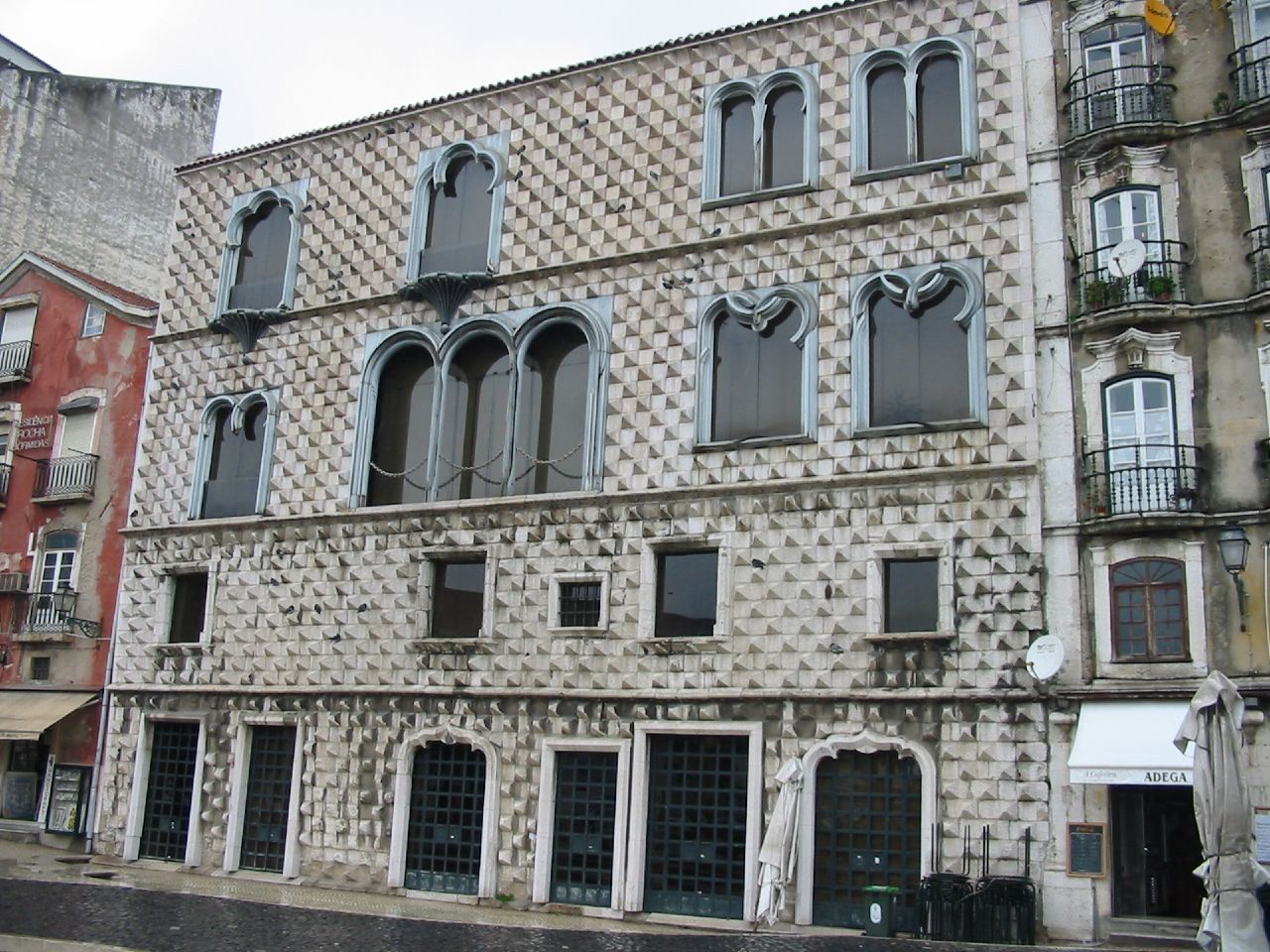
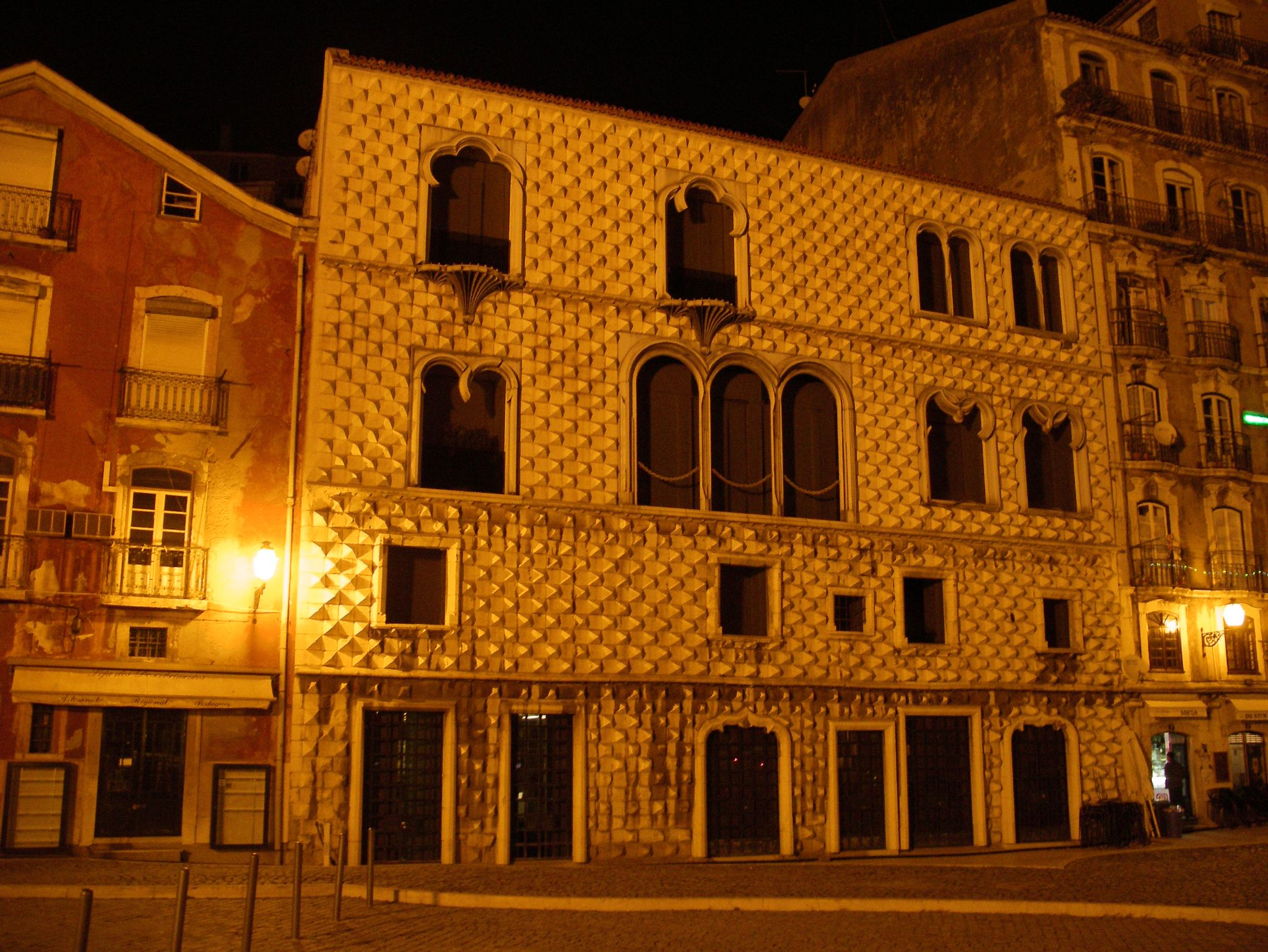
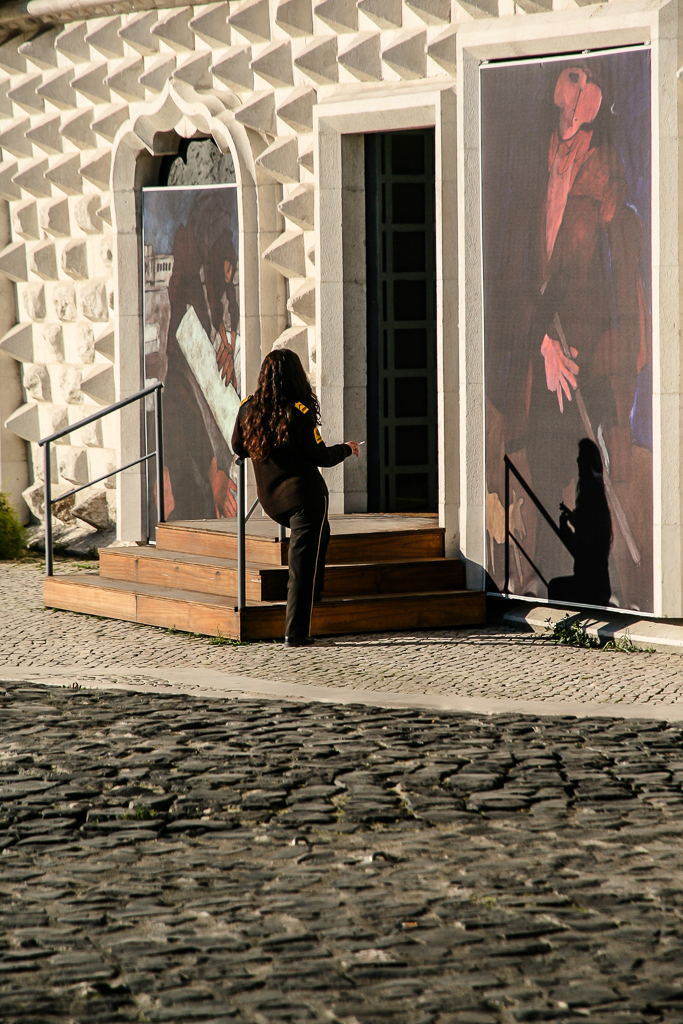